# It's Only a Paper Moon
It's Only a Paper Moon, originellement intitulée If You Believed in Me, est une chanson écrite par Harold Arlen (musique), Billy Rose et Yip Harburg (paroles) pour la pièce de théâtre The Great Magoo (en), créée à Broadway, en 1932. La pièce, qui n'était pas une comédie musicale, ne connaîtra pas le succès, mais cette chanson deviendra tout de même très populaire.
La chanson a été créée sur scène par Claire Carleton, qui jouait dans cette production de 1932.

## Reprises
La chanson a été reprise par de nombreux artistes de jazz et de pop, parmi lesquels l'orchestre de Paul Whiteman (avec Bunny Berigan à la trompette), Cliff Edwards, Ella Fitzgerald, l'orchestre de Benny Goodman (avec Donny Reid au chant), Perry Como, Nat King Cole Trio, Bing Crosby en duo avec Rosemary Clooney. Paul McCartney, en duo avec la pianiste canadienne Diana Krall, l'interprètera dans son album jazz Kisses on the Bottom en 2012.
Elle a aussi été chantée en duo par June Knight et Buddy Rogers dans le film Take a Chance sorti en 1933.
Cette chanson a inspiré le titre du film Paper Moon réalisé par Peter Bogdanovich en 1973.